# Mallory (Virginia Occidental)
Mallory es un lugar designado por el censo ubicado en el condado de Logan en el estado estadounidense de Virginia Occidental. En el Censo de 2010 tenía una población de 1654 habitantes y una densidad poblacional de 48,98 personas por km².

## Geografía
Mallory se encuentra ubicado en las coordenadas 37°43′8″N 81°48′36″O / 37.71889, -81.81000. Según la Oficina del Censo de los Estados Unidos, Mallory tiene una superficie total de 33.77 km², de la cual 33.64 km² corresponden a tierra firme y (0.38%) 0.13 km² es agua.

## Demografía
Según el censo de 2010, había 1654 personas residiendo en Mallory. La densidad de población era de 48,98 hab./km². De los 1654 habitantes, Mallory estaba compuesto por el 96.37% blancos, el 1.75% eran afroamericanos, el 0.06% eran amerindios, el 0.12% eran asiáticos, el 0% eran isleños del Pacífico, el 0.06% eran de otras razas y el 1.63% pertenecían a dos o más razas. Del total de la población el 0.48% eran hispanos o latinos de cualquier raza.